# Pierre Pauc
 (août 2025).
Motif : Travail inédit à partir des comptes du chantier, aucune source secondaire centrée sur cet artisan.
- Archive Wikiwix
- Bing
- Cairn
- DuckDuckGo
- E. Universalis
- Gallica
- Google
- G. Books
- G. News
- G. Scholar
- Persée
- Qwant
- (zh) Baidu
- (ru) Yandex
- (wd) trouver des œuvres sur Wikidata

| 1. | Préciser le motif de la pose du bandeau. | Précisez le motif de la pose du bandeau en utilisant la syntaxe suivante : {{admissibilité à vérifier\|date=août 2025\|motif=remplacez ce texte par le motif}}                   |
| 2. | Informer les utilisateurs concernés.     | Pensez à avertir le créateur de l'article, par exemple, en insérant le code ci-dessous sur sa page de discussion : {{subst:avertissement admissibilité à vérifier\|Pierre Pauc}} |

Pierre Pauc ou Pauch est un artisan du XIIIe siècle. 

## Chantier de Peyrepertuse
La source principale sur la vie de Pierre Pauc est le registre comptable royal du chantier du château de Peyrepertuse, étudié par Lucien Bayrou.

### Travail sur le chantier

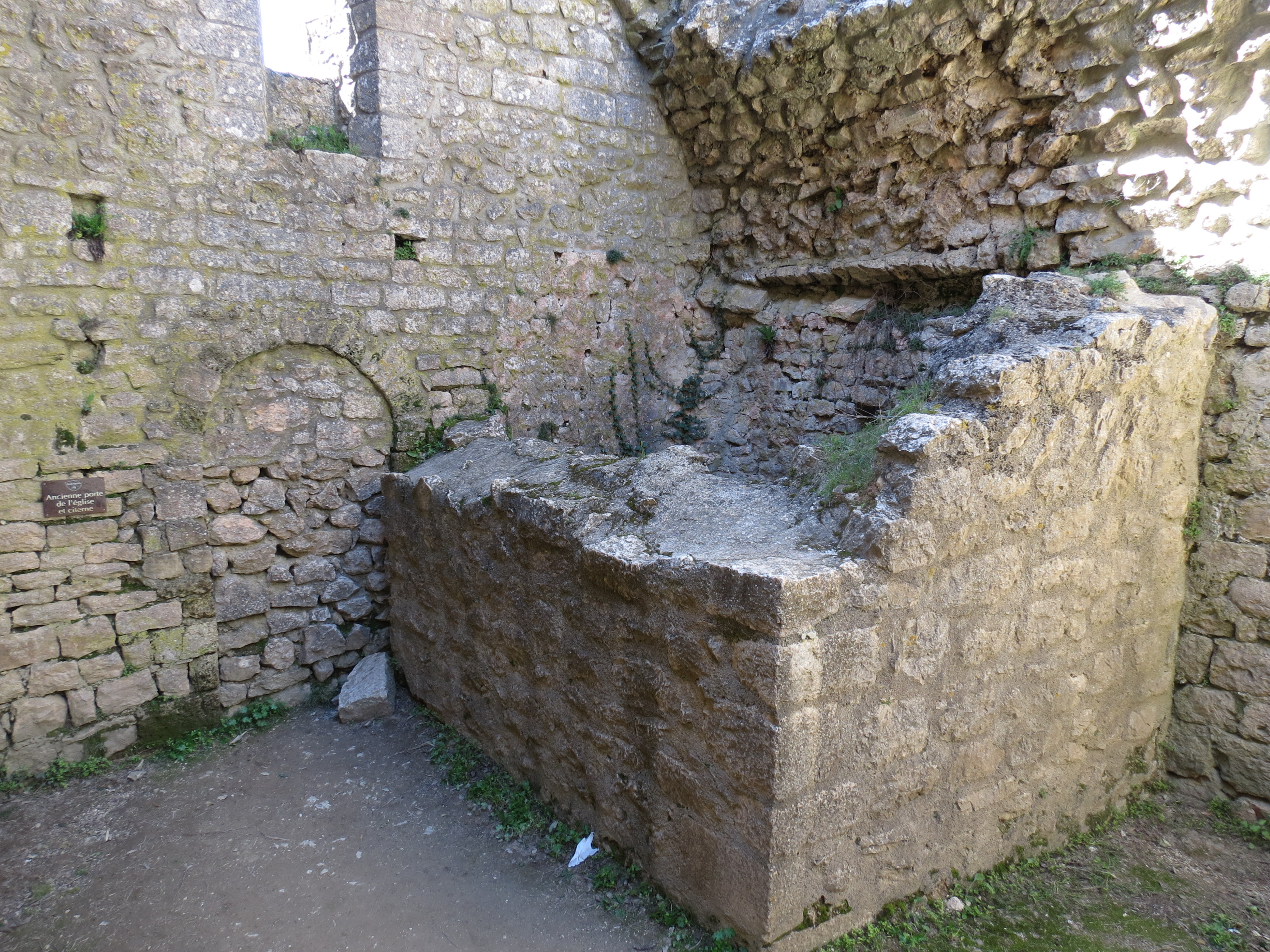
Citerne de l'église Sainte-Marie

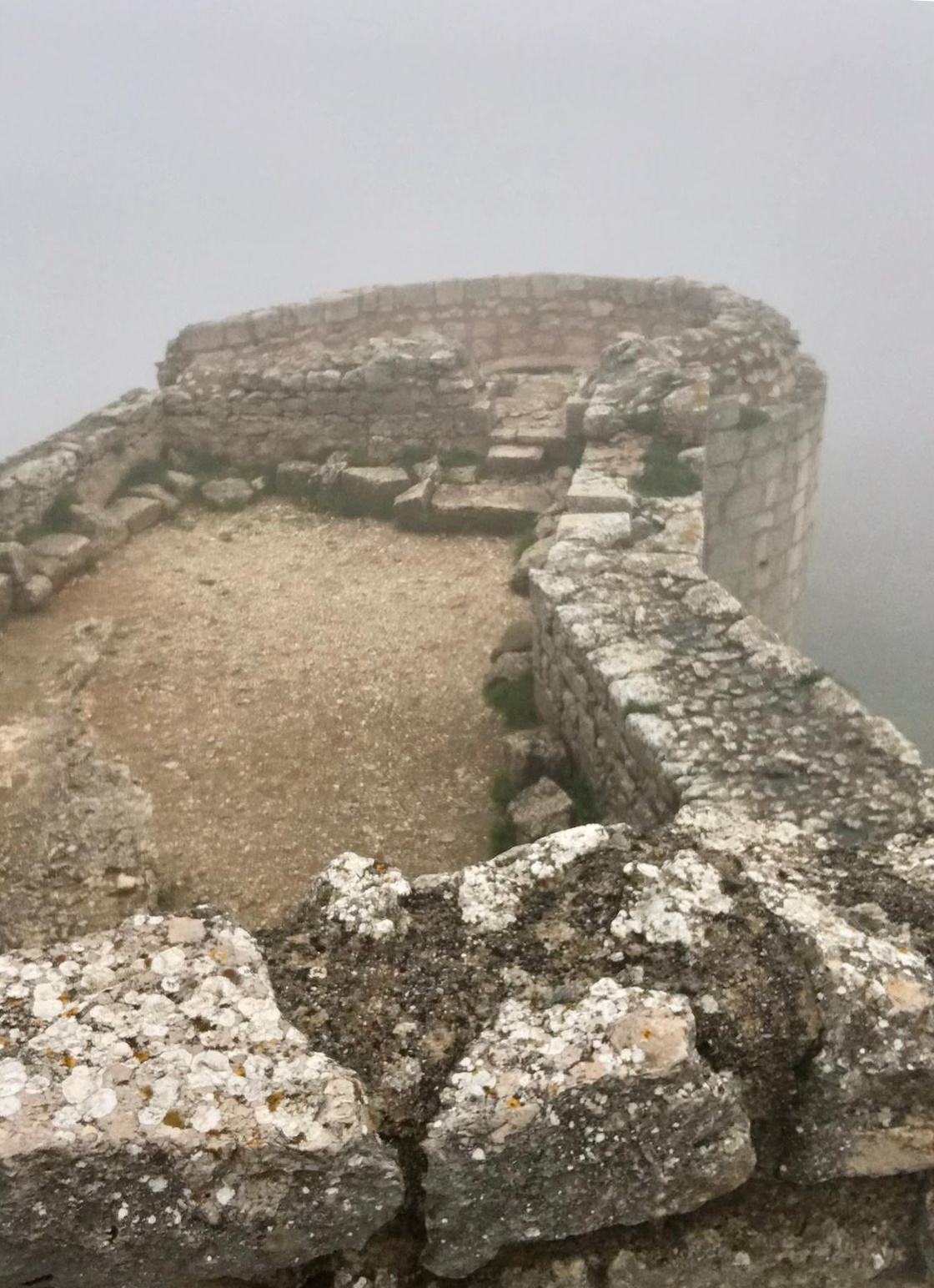
Citerne du château de Peyrepertuse, dans la partie haute, Sant Jordi

D'après le registre de compte du 17 au 25 août 1250 (dates de rédaction, et non des travaux réalisés), il semble avoir travaillé sur le chantier pendant cent douze jours. Il a possiblement travaillé plus longtemps avant cela, et encore après ces dates. 
Il est maître des citernes à Peyrepertuse, au moins entre 1249 et 1251. Il fait construire deux citernes, et en fait réparer une. Le château comporte en tout quatre citernes, dont une dans le château Sant Jordi, et une dans l'église Sainte-Marie du château bas. Etant donné que la partie haute du château, Sant Jordi, est celle en construction à cette période, ce sont certainement les deux citernes de cette partie que Pierre Pauc fait bâtir. La citerne réparée n'est probablement pas celle de l'église Sainte-Marie, qui a été construite dans la deuxième moitié du XIIIe siècle. La mention « pour son aide » pourrait sous-entendre que Pierre Pauc travaille également à d'autres travaux sur le chantier en dehors de sa fonction de maître des citernes. 
Si le registre du chantier ne mentionne pas de maitre d'œuvre du chantier, Pierre Pauc semble occuper cette position, d'après la faveur dont il bénéficie, son salaire et son statut de maître des citernes, c'est-à-dire architecte en charge des citernes.  

### Place sociale au sein du chantier
Pierre Pauc a une place privilégiée sur le chantier. 
En effet, il reçoit un salaire plus élevé que celui des autres travailleurs : il reçoit deux sous par jour en tant que maître des citernes, et seize deniers quotidiens pour son aide à d'autres tâches, donc respectivement huit deniers et deux deniers de plus qu'un ouvrier qualifié du chantier (charpentier, maçon, tailleur de pierre).  
Il est, de plus, fourni en vêtements, ce qui témoigne de sa place importante aux yeux du maitre d'ouvrage. Il reçoit en effet une robe d'une valeur de cinquante sous, soit deux livres et dix sous. C'est l'équivalent du salaire reçu en un peu plus de quarante deux jours par un ouvrier qualifié du chantier, sachant que ceux-ci reçoivent un salaire quotidien de quatorze deniers, donc un sou et deux deniers. 

« Popia » pourrait être un surnom affectueux utilisé pour désigner Pierre Pauc ; cela témoignerait d'autant plus de la faveur qu'il bénéficie. 